# كيفن فورد
كيفن فورد (بالإنجليزية: Kevin A. Ford)‏ (و. 1960  م) هو رائد فضاء أمريكي، ولد في بورتلاند"Astronaut Bio: Kevin A. Ford (08/2014)". مؤرشف من الأصل في 2017-04-14.

## مناصب
تولى منصب قائد بعثة محطة الفضاء الدولية، البعثة 34 ‏ (18 نوفمبر 2012م–18 مارس 2013م).

## التعليم
تعلم في جامعة فلوريدا، وكلية تدريب الطيارين الاختباريين الأمريكية ‏، وجامعة نوتر دام.

## جوائز
حصل على جوائز منها:
- وسام الاستحقاق الأمريكي برتبة فيلق.